# 肺循環

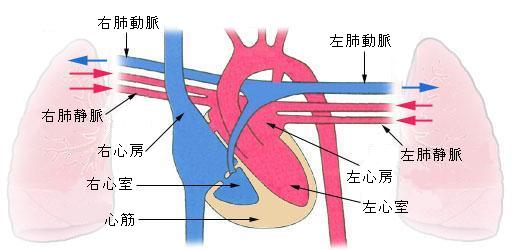
肺循環。青が静脈血が流れる部分、赤が動脈血が流れる部分

肺循環（英語: pulmonary circulation）は、右心室から左心房までの血液の循環路である。なお、肺循環ではいくつかの点において体循環とは異なっており、特異な病態生理を呈する。

## 構造

ヒトにおけるガス交換。酸素（O2）と二酸化炭素（CO2）が毛細血管と肺胞の間でin-outしている。

肺循環は肺動脈弁を出た静脈血はすぐに左右2つの肺動脈に分岐し、気管支と並行して枝分かれしながら二次小葉の中心に達し毛細血管として肺胞壁を取り囲む。ここでガス交換を行って動脈血となったのち、小肺静脈として小葉間隔壁を走り左右の肺で上下2本、計4本の肺静脈になり左心房に戻ってくる。肺循環は4～6秒を要し、このうち赤血球が肺毛細血管を通過する時間は安静時で0.75秒、運動時で0.25秒である。
肺動脈は大動脈に比べて血管壁が薄く、収縮性に乏しい代りに伸展性に富んでいる。この分、肺動脈の動脈圧も低く平均の肺動脈圧は体血圧の約6分の1である。また、肺毛細血管の直径も5マイクロメートル（μm）ほどで、他の毛細血管より細く、好中球や赤血球よりも小さい。肺毛細血管は血管内皮の腫大や周囲の浮腫、胸腔内圧や血流量の増大によって容易に拡張する。この毛細血管は肺胞を取り囲むような密な網目構造を作り効率的なガス交換を実現している。その面積はテニスコート1面分にも及ぶと言われる。

## 特徴
肺循環は単一の臓器（つまり肺）に向って血流を流している点で体循環と異なる。すなわち、循環系において肺が直列に入っており、血液のほぼすべてが肺を通るため、肺循環が障害されると心拍出量に直接影響してくる。また安静時は全体の約4分の1の血管床が開いているだけなので予備量が大きい。そのため肺血管内圧が上昇にも柔軟に対応できるので肺血管抵抗は低く、体循環の約6分の1しかない。
このほかに、肺血管は低酸素状態（酸素分圧70mmHg以下）で血管収縮を起こし、肺動脈圧を増やして換気の少ない部分の血流を減らす。これを低酸素性肺血管攣縮と称する。

## 機能
肺循環の機能としては上述したガス交換の他に、血栓などを肺循環において捕捉して溶解などで除去するものがあり、これを血液濾過作用という。血栓が大きすぎて詰まってしまうと肺血栓塞栓症を起こす。
また、肺毛細血管に存在するアンジオテンシン変換酵素（ACE）によりアンジオテンシンIからIIへの変換（レニン-アンジオテンシン-アルドステロン系）を行ったり、ブラジキニンの不活性化やノルアドレナリンの除去を行っている。

## 胎児期における肺循環
羊水にいる胎児は胎盤をとおして母体から酸素を獲得しているため肺でのガス交換を行っていない。そのため、肺に多くの血流を流す必要がないので胎児循環においては肺動脈と大動脈のあいだにシャント（短絡路）がある。これは動脈管（ボタロー管）といい、出生後ブラジキニンの作用により血管が締め付けられて閉じる。なお、成人において動脈管の遺残物が動脈管索として残るが、閉鎖しないと動脈管開存症となる。

## 系統との関係
脊椎動物において、肺循環は両生類・爬虫類・鳥類・哺乳類に見られる。魚類の大部分では肺は呼吸器として機能しない。実際に呼吸に用いている肺魚などにおいても、肺循環は存在せず、大まかにはほかの臓器と同じである。従って、陸上進出に際して発達した構造と見られる。なお、両生類では血管の配置としては肺循環があり、心臓の構造でも二心房であるが、心室は一つしかないため、肺循環から戻った血液は静脈血と混じってしまい、「すべての血が肺を通ってから全身に行く」という効果は十分ではない。爬虫類では心室に仕切が出来ており、不十分ながらその効果がある。